# 莫瑟曼德爾山
47°12′08″N 13°23′54″E / 47.2021°N 13.3983°E

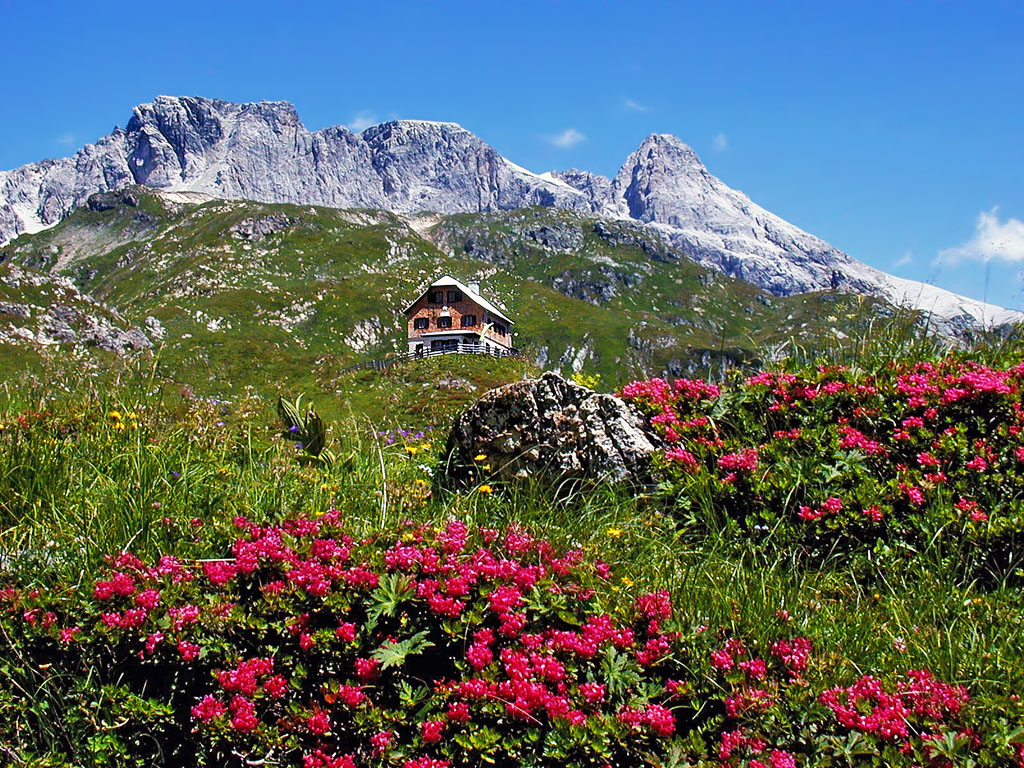

莫瑟曼德爾山（德語：Mosermandl），是奧地利的山峰，位於該國中部，由薩爾茨堡州負責管轄，屬於拉德施塔特陶恩山脈的一部分，海拔高度2,680米，每年平均降雨量2,176毫米。